# Catharsius biconifer
Catharsius biconifer är en skalbaggsart som beskrevs av Felsche 1907. Catharsius biconifer ingår i släktet Catharsius och familjen bladhorningar. Inga underarter finns listade.